# Guru Granth Sahib Ji
El Guru Granth Sahib Ji és el llibre sant del sikhisme. En gurmukhi s'escriu ਗੁਰੂ ਗ੍ਰੰਥ ਸਾਹਿਬ. Pels sikhs, el Guru Granth Sahib mai ha estat només un llibre, sinó un guru (mestre) real que els guia a través de la vida. Els sikhs consideren que el llibre sant és el seu guru perpetu.
- Guru (literalment ‘pesat, greu’ en sànscrit; el contrari a iaghú: ‘lleuger’). Una etimologia extreta del Adwaia Tāraka Upanishad diu que es forma a partir de dues paraules: gūdhá (‘foscor’) i ruchi (‘llustre, esplendor, bellesa, complaent, agradable, un tipus de coit’).
- Grantha significa ‘text’ (oposat a artha: ‘significat’); tant en sànscrit, com en gurmukhi i en shahmukhi;
- Sahib és un terme de respecte en hindi; en àrab significa ‘company’

Té 1.430 pàgines i conté les paraules de 5 dels 10 gurus del sikhisme (en anglès: The Sikh Gurus), i de diversos altres sants d'altres religions: de l'hinduisme, l'islam, la religió ravidàssia i la religió kabirpanthi. El text consta de 5.894 shabads (composicions en versos), que es tradueixen poèticament i s'adapten a una forma rítmica de música clàssica antiga del nord de l'Índia. La major part de l'escriptura es divideix en 31 rāgas principals, amb cada Granth rāga subdividit segons la longitud i l'autor. Els himnes de l'escriptura s'ordenen principalment segons els rāgas en què es llegeixen. El Guru Granth Sahib està escrit en l'escriptura Gurmukhi en diverses llengües, com ara el punjabi, el lahnda, els pràcrits regionals, l'apabhramsa, el sànscrit, les llengües hindi (braj bhasha, bangru, awadhi, hindi antic), el bhojpuri, el sindhi, el marathi, el marwari, el bengalí, el persa i l'àrab. Les còpies en aquestes llengües sovint tenen el títol genèric de Sant Bhasha.

## Adi Granth
L'Adi Granth (en panjabi: 'el llibre principal') o Guru Granth Sahib és el llibre sagrat del sikhisme, el document central de veneració en totes les gurdwares (temples sikhs), cada dia s'obre i es tanca de manera ritual, i en ocasions especials se'l llegeix incessantment. Està format per prop de 6.000 himnes que estan dedicats als gurus sikhs, i també als sants hinduistes i islàmics. Va ser recopilat per primera vegada en 1604 pel Guru Arjan Dev, que va incloure els seus propis himnes, i els dels seus predecessors, a més de les cançons devotes dels sants, i es va instal·lar per primera vegada dins del Temple Daurat d’Amritsar l'1 de setembre de 1604.
Més tard, Guru Gobind Singh, el desè guru sikh, va afegir himnes de Guru Tegh Bahadur a l'Adi Granth i va afirmar el text com el seu successor. Aquesta segona versió va passar a ser coneguda com a Guru Granth Sahib i de vegades també es coneix com a Adi Granth.
El 1704, el Guru Gobind Singh Ji, qui fou el darrer guru sikh, hi va afegir més himnes, i va decretar que després de la seva mort no s'haurien d'acceptar més gurus i que l'Adi Granth prendria el lloc del guru. Escrit majoritàriament en llengües panjabi i hindi, conté el Mantra Mul ("l'oració arrel"), el Japji (l'escrit més important, obra del Guru Nanak Dev Ji) i els himnes organitzats d'acord amb les ragues amb les que són cantats.
Moltes vegades s'utilitza l'expressió Adi Granth per referir-se al Guru Granth Sahib Ji però en realitat l'Adi Granth és solament la porció del Granth, que va compilar Guru Arjan Dev Ji el 1604. De vegades aquest terme es fa servir indistintament, per la qual cosa és important veure el context en el qual s'utilitza. El Granth va ser elevat al grau de guru vivent el 1708 per l'últim dels mestres sikh, Guru Gobind Singh Ji. Abans de morir, Guru Gobind Singh Ji va indicar que els sikhs havien de tractar el Granth com el seu proper guru.

## Autors
El Guru Granth Sahib va ser compost principalment per sis gurus sikhs: Guru Nanak, Guru Angad, Guru Amar Das, Guru Ram Das, Guru Arjan i Guru Tegh Bahadur. També conté les tradicions i ensenyaments de catorze sants (sants) del moviment hindú Bhakti, com Ramananda, Kabir i Namdev, entre d'altres, i un sant sufí musulmà: Sheikh Farid.
La visió del Guru Granth Sahib és la d'una societat basada en la llibertat divina, la misericòrdia, l'amor, la creença en un únic déu i la justícia sense cap mena d'opressió. Si bé el Granth reconeix i respecta les escriptures de l'hinduisme i l'islam, no implica una reconciliació moral amb cap d'aquestes religions. S'instal·la en un gurdwara (temple) sikh. Un sikh normalment es prostra davant seu en entrar en un temple d'aquest tipus. El Granth és venerat com a gurbānī etern i l'autoritat espiritual del sikhisme.

## Història
- Guru Nanak Dev (974)

- Guru Angad Dev (62)

- Guru Amar Das (907)

- Guru Ram Das (679)

- Guru Arjan Dev (2218)

- Guru Tegh Bahadur (116)

Bhagats:
- Bhagat Kabir (541)

- Bhagat Jayadeva (2)

- Bhagat Ramanand (1)

- Bhagat Namdev (60)

- Bhagat Trilochan (5)

- Bhagat Parmanand (1)

- Bhagat Pipa (1)

- Bhagat Sain (1)

- Bhagat Surdas (1)

- Bhagat Ravidas (41)

- Baba Sundar (6)

- Balvand Rai (1)

Bhatts:
- Bhatt Balh (1)

- Bhatt Bhalh (5)

- Bhatt Bhika (2)

- Bhatt Gayand (13)

- Bhatt Harbans (2)

- Bhatt Jalap (5)

- Bhatt Kirat (8)

- Bhatt Kalshar (54)

- Bhatt Mathura (14)

- Bhatt Nalh (16)

- Bhatt Salh (3)

Pirs:
- Bhagat Farid (134)

- Bhagat Bhikhan (2)

- Bhagat Beni (3)

- Bhagat Sadhana (1)

- Bhagat Dhanna (4)

Gursikhs:
- Bhai Satta (4)

- Balvand Rai (8)

- Bhai Mardana (12)

- Baba Sunder (10)

- Bhai Piara (53)

Guru Nanak va compondre himnes, que els seus seguidors cantaven en rāga amb música. El seu successor, Guru Angad, va obrir centres i va distribuir aquests himnes. La comunitat cantava els himnes i els seus agents recollien donacions. Aquesta tradició també va ser continuada pel tercer i quart guru. El cinquè guru, Guru Arjan, va descobrir que Prithi Chand, el seu germà gran i un competidor en la guruesa sikh, tenia una còpia d'un pothi anterior (manuscrit de fulla de palma) amb himnes i estava distribuint himnes dels gurus anteriors juntament amb els seus propis himnes. Guru Arjan els va considerar falsos i es va preocupar per establir una antologia autèntica d'himnes aprovats.
Guru Arjan va començar a compilar una versió oficialment aprovada de les escriptures sagrada per a la comunitat sikh. Va enviar els seus associats a través del subcontinent indi per recollir els himnes circulants dels gurus sikhs i va convèncer Mohan, fill de Guru Amar Das, perquè li donés la col·lecció dels escrits religiosos dels tres primers gurus d'una manera humil cantant els himnes registrats a Guru Granth Sahib, 248.
| «                                         | Oh Mohan, el teu temple és tan elevat i la teva mansió és insuperable. Oh Mohan, les teves portes són tan boniques. Són els llocs de culte dels sants. | » |
| — Sri Guru Granth Sahib, pàgina 248,10826 | |   |

Quan els seus associats van tornar amb les seves col·leccions, Guru Arjan va seleccionar i editar els himnes per incloure'ls a l'Adi Granth amb Bhai Gurdas com a escriba. Baba Buddha i Bhai Gurdas li van portar una còpia del manuscrit i en van llegir uns quants himnes. Akbar va decidir que aquest informe havia estat fals i va donar 51 mohurs d'or a l'esforç del manuscrit. Tanmateix, aquest suport a les escriptures sikhs i al sikhisme va durar poc un cop Akbar va morir, amb Jehangir qualificant el sikhisme de tràfic fals. Sota les seves ordres, Guru Arjan, que va compilar la primera edició de les escriptures sikhs, va ser torturat i executat. Aquest esforç va produir diversos esborranys i manuscrits, alguns dels quals han sobreviscut fins a l'era moderna.
La versió manuscrita més antiga que es conserva de l'Adi Granth és el manuscrit de la Universitat Guru Nanak Dev de 1245, que s'ha datat cap c. 1599. Altres edicions primerenques de l'Adi Granth amb algunes variacions inclouen el Bahoval pothi (c. 1600), el Vanjara pothi (c. 1601) i el Bhai Rupa pothi (c. 1603).
Una altra variant primerenca del manuscrit s'anomena Guru Harsahai pothi, conservada pels Sodhis i es creu que és la que existia abans de la compilació de Guru Arjan i la que va donar al seu germà gran, Prithi Chand. Inicialment es va instal·lar a Amritsar, després es va traslladar al segle xviii i es va conservar a Guru Harsahai (35 quilòmetres a l'oest de Faridkot, Punjab) fins al 1969, quan el govern estatal va sol·licitar que s'exhibís per a les celebracions dels 500 anys. Es va traslladar per primera vegada en més de 200 anys i es va exposar breument a Patiala per a l'esdeveniment. Posteriorment, els Sodhis van consentir les transferències. Tanmateix, el 1970, durant una altra transferència d'aquest tipus, aquesta versió primerenca del manuscrit d'Adi Granth va ser robada. No obstant això, s'han conservat fotos d'algunes pàgines.
Els Sodhis afirmen que aquest manuscrit és el més antic i que va ser escrit en part per Guru Nanak. Tanmateix, aquesta afirmació s'observa per primera vegada molt més tard, en textos atribuïts a Hariji del segle xvii, nét de Prithi Chand. Basant-se en l'evidència de les fotos que s'han conservat, és poc probable que Guru Nanak escrivís o mantingués un pothi. Les característiques de la seva escriptura Gurmukhi i de la llengua suggereixen que els himnes són significativament més antics i que els himnes precanònics s'escrivien en el sikhisme primerenc i es conservaven pels gurus sikhs abans de l'edició per part de Guru Arjan. L'existència del manuscrit Guru Harsahai testifica la tradició primerenca de les escriptures sikh, la seva existència en formes variants i una competència d'idees sobre el seu contingut, inclòs el Mul Mantar.
Es coneixen moltes variacions menors i tres ressenyes significatives d'Adi Granth; aquestes proporcionen informació sobre com es van compilar, editar i revisar les escriptures sikh al llarg del temps. Hi ha una quarta versió significativa anomenada Lahori bir, però difereix principalment en la manera com estan disposats els himnes i les pàgines finals de l'Adi Granth. Una altra controvèrsia ha estat el descobriment de dos folis en blanc al manuscrit de Kartarpur (prop de la pàgina 703) i per què l'himne Ramakali en aquesta pàgina només té dues línies inicials. A diferència del manuscrit de Kartarpur, el manuscrit Banno d'Adi Granth, descobert a Kanpur i datat el 1644, és idèntic en tots els aspectes però no té pàgines en blanc i a les pàgines del foli prop de la 703 hi ha un himne complet. El Banno bir ha estat controvertit perquè inclou molts ritus de pas hindús (sanskara) en aquesta versió de l'Adi Granth. Segons W.H. McLeod, la diferència entre les dues versions pot ser deguda a tres possibilitats, de les quals s'absté de jutjar: primer, Guru Arjan va deixar deliberadament les pàgines en blanc del foli per completar-lo més tard, però no va poder perquè va ser arrestat i executat per l'emperador mogol Jehangir; segon, l'himne i les pàgines existien al manuscrit original, el Banno bir és més antic, les pàgines van ser eliminades pels sikhs de Khalsa del manuscrit de Kartarpur i substituïdes per folis en blanc en el seu intent de crear una identitat sikh separada dels hindús durant el moviment Singh Sabha; tercer, les pàgines en blanc van ser deixades intencionadament per Guru Arjan per raons desconegudes, i l'himne complet del Banno bir és una interpolació afegida per un seguidor sikh que volia inserir rituals de ritus de pas brahmínics al text. Segons G.B. Singh, un erudit sikh que va ser pioner en l'estudi dels primers manuscrits sikhs, les proves donen suport a la segona teoria. Segons Pashaura Singh, el seu examen dels manuscrits i les proves lingüístiques dóna suport a la tercera teoria, assenyalant que la mà més petita i l'eina d'escriptura diferent en què es van escriure les 22 línies restants, les línies en si no coincideixen amb manuscrits anteriors i difereixen en estructura i lèxic de la resta d'escrits de Guru Arjan, la presència d'altres versos curts en tots els manuscrits com ara Vār Basant amb només tres estrofes, i assenyala el fet que G.B. Singh havia fet l'afirmació sense examinar realment el text, postulant que semblava haver estat servint els interessos de l'Arya Samaj basant-se en els seus escrits.

### Edicions

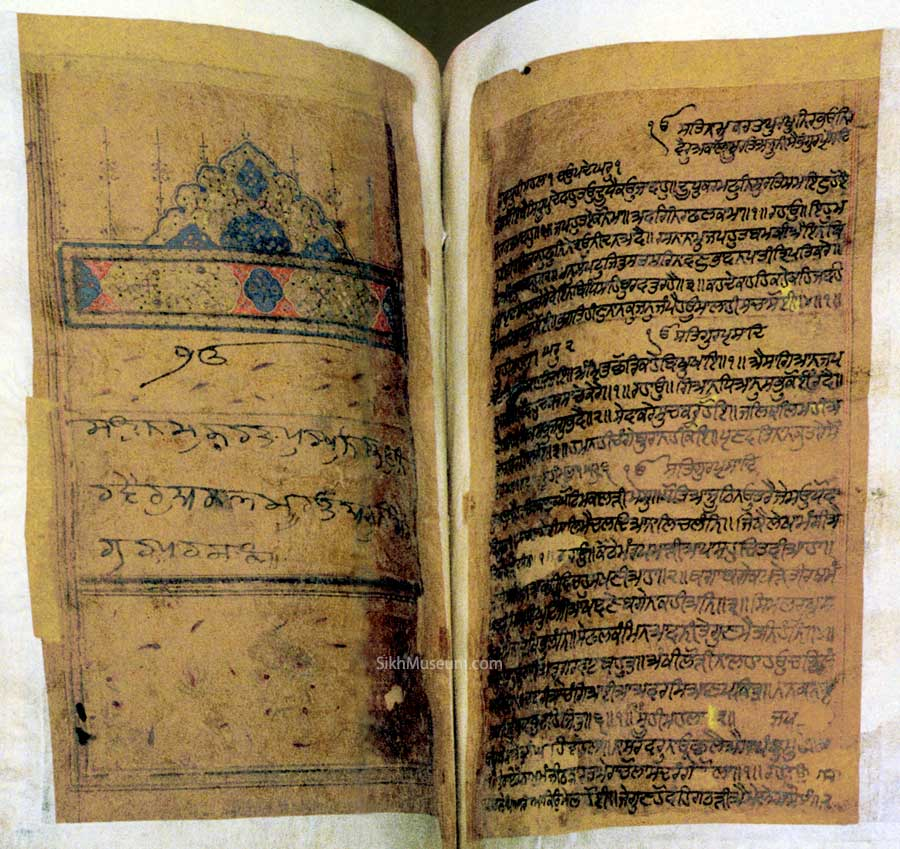
Fotografia del Kartarpur Bir conservat a Kartarpur. Aquest és el manuscrit que es diu que va ser completat per Guru Arjan i el seu escriba, Bhai Gurdas, el 1604 i instal·lat al Temple Daurat.

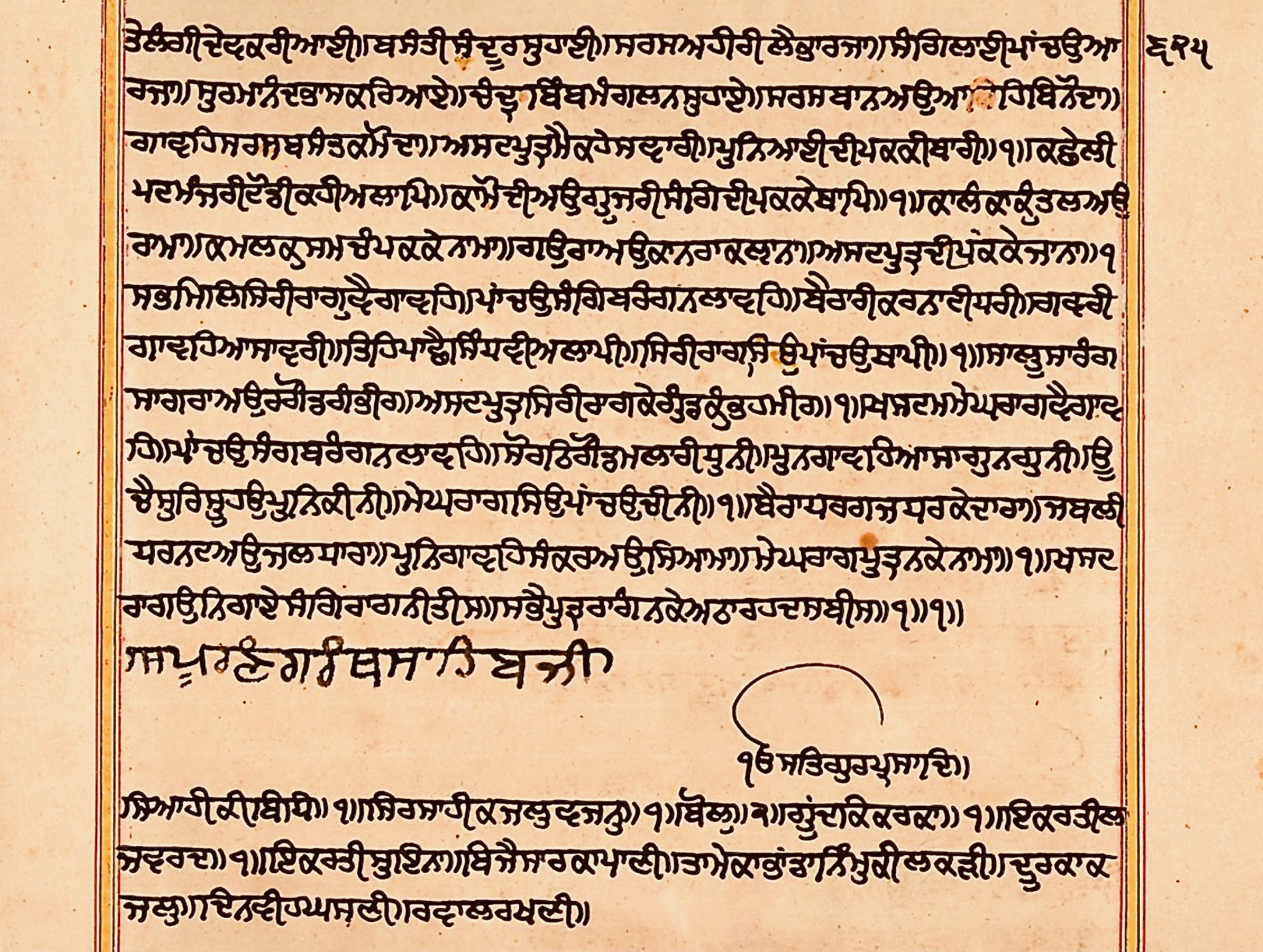
Un foli d'una còpia manuscrita del Guru Granth Sahib de principis del (Col·lecció Schoyen, Noruega)

El 1604, la primera edició de l'escriptura sikh, Adi Granth, va ser completa i aprovada oficialment per Guru Arjan. Va ser instal·lada al Temple Daurat, amb Baba Buddha com a primer granthi o lector. Guru Hargobind, Guru Har Rai i Guru Har Krishan no van afegir himnes. En la tradició sikh, a Guru Hargobind se li atribueix l'addició de les melodies rāga per a nou dels 22 Vars. Els himnes del IX Guru Tegh Bahadur, després de la seva decapitació a Delhi, van ser afegits a l'escriptura pel seu fill i successor Guru Gobind Singh.
El 1704, a Damdama Sahib, durant un any de descans dels durs combats amb l’emperador mogol Aurangzeb, Guru Gobind Singh i Bhai Mani Singh van afegir les composicions religioses de Guru Tegh Bahadur a l'Adi Granth per crear l'edició final, anomenada Guru Granth Sahib. Abans de Guru Gobind Singh, tres versions de l'Adi Granth pothi amb petites variacions circulaven als santuaris sikhs de tot el subcontinent indi. A més, diverses versions no autoritzades circulaven, publicades per sectes fundades per un dels fills o familiars d'antics gurus sikhs, com ara Prithi Chand, el germà gran de Guru Arjan. Guru Gobind Singh va publicar l'edició final definitiva que incloïa els himnes del seu pare i tancava el cànon. Aquest manuscrit s'anomena Damdama bir, i una còpia rara d'aquest manuscrit del 1707 es conserva ara al Toshakhana de Nanded, Maharashtra.
Les composicions de Guru Gobind Singh no es van incloure al Guru Granth Sahib i es van incloure al Dasven Padsah ka Granth, més conegut popularment com a Dasam Granth. La compilació i publicació d'aquesta edició definitiva va ser completada per Bhai Mani Singh.

### Extensions del Guru Granth Sahib
La secta sikh Akali Nihang considera el Dasam Granth i el Sarbloh Granth com a extensions del Guru Granth Sahib. Per tant, es refereixen a aquestes escriptures com a Sri Dasam Guru Granth Sahib i Sri Sarbloh Guru Granth Sahib. Anomenen el Guru Granth Sahib, Aad Guru Granth Sahib. De vegades també es refereixen als granths com a Durbar, com ara Aad Guru Durbar. El Sarbloh Granth té un altre nom, com a Sri Manglacharan Purana. Creuen que totes tres escriptures són autèntiques, escrites pels gurus i són una de les mateixes. Per aquesta raó, sovint col·loquen els Dasam i Aad Granths al mateix nivell i al mateix tron (també conegut com a palki). De vegades també ho fan pel Sarbloh Granth.

### Armes davant del Guru Granth Sahib
En pràcticament tots els Gurdwaras sikhs, es troba un assortiment d'armes com ara espases, dagues, coronetes de guerra, etc., davant del Guru Granth Sahib. Això es va produir a causa de l'èmfasi en un esperit marcial dins de la religió sikh, així com d'una composició influent del Dasam Granth coneguda com a Shastar Naam Mala, escrita per Guru Gobind Singh. Dins d'aquesta composició, lloa diversos tipus d'armes d'arreu del món, incloent-hi espases, saifs, espases corbes (tulwars), fletxes, pistoles, etc. Hi ha una línia famosa dins de la composició que diu:
ਅਸ ਕ੍ਰਿਪਾਨ ਖੰਡੋ ਖੜਗ ਤੁਪਕ ਤਬਰ ਅਰੁ ਤੀਰ ਤੀਰ ਸੈਫ ਸਰੋਹੀ ਸੈਹਥੀ ਯਹੈ ਹਮਾਰੈ ਪੀਰ ॥੩॥
Com Kripan Khando Kharag, Tupak Tabar Ar Teer | Saif Sarohee Saithhee, Yehai Hamare Peer|3|
El kirpan, el khanda, la cimitarra, la destral, el rifle i la fletxa. El saif, la daga, la llança: aquests són, sens dubte, els nostres pirs (sants)!
(Shastar Naam Mala, Dasam Guru Granth Sahib)
Per aquest motiu, les armes s'han de mantenir davant del Guru Granth Sahib.

### Col·laboradors
Nombre d'himnes aportats al Guru Granth Sahib

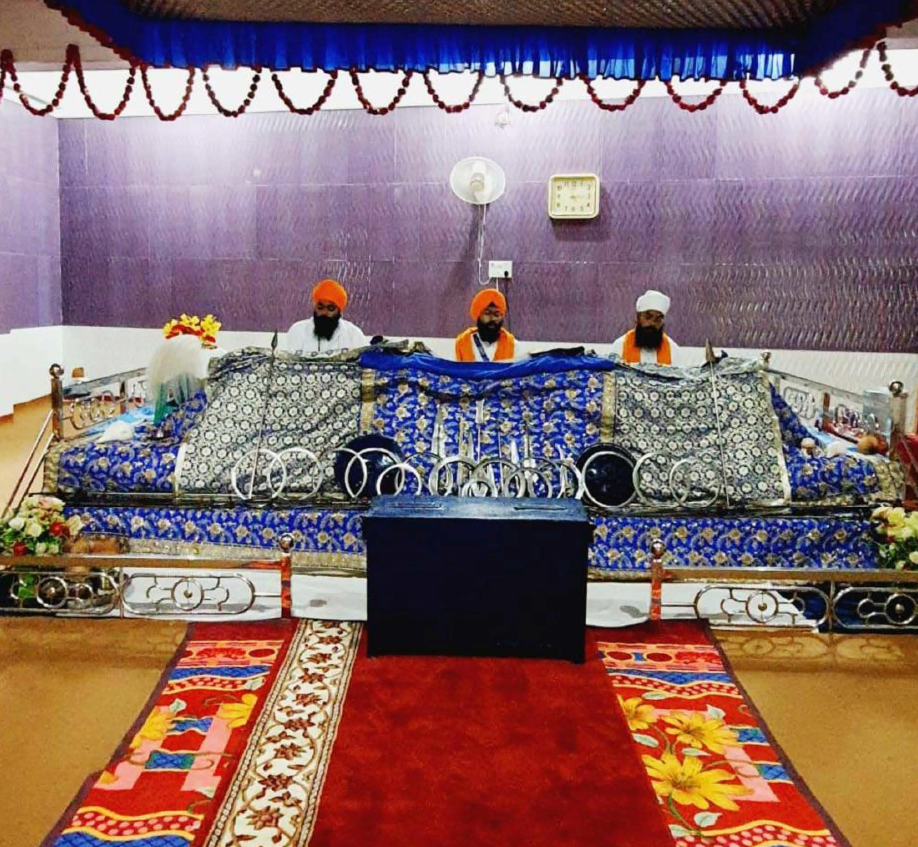
3 Sikh Granths principals (Adi - Dasam - Sarbloh) col·locats junts sent recitats, Nanded, Maharashtra

El Guru Granth Sahib conté predominantment himnes dels següents gurus sikhs: Guru Nanak, Guru Angad, Guru Amar Das, Guru Ram Das, Guru Arjan i Guru Teg Bahadur. Tot i que s'accepta àmpliament que aquests sis gurus tenen els seus escrits inclosos al Guru Granth Sahib, hi ha qui argumenta que també s'hi inclouen composicions de Guru Har Rai i Guru Gobind Singh. Un Salok Mahalla Satvan (7) i un Dohra Mahalla Dasvan (10) han estat atribuïts per alguns al setè i desè gurus, respectivament. També conté himnes i versos de tretze poetes sants del moviment hindú Bhakti i dos poetes sants musulmans. També hi ha versos d'idolatria per als gurus com Guru Nanak fusionats en algunes pàgines, els compostos per bards (Bhatts). Els himnes i els versos tenen longituds diferents, alguns molt llargs, altres només uns quants versos. Vint-i-dos dels trenta-un ragues contenen les contribucions dels bhagats. A continuació es mostra una llista dels col·laboradors els himnes dels quals són presents al Guru Granth Sahib, així com el nombre d'himnes que van aportar:

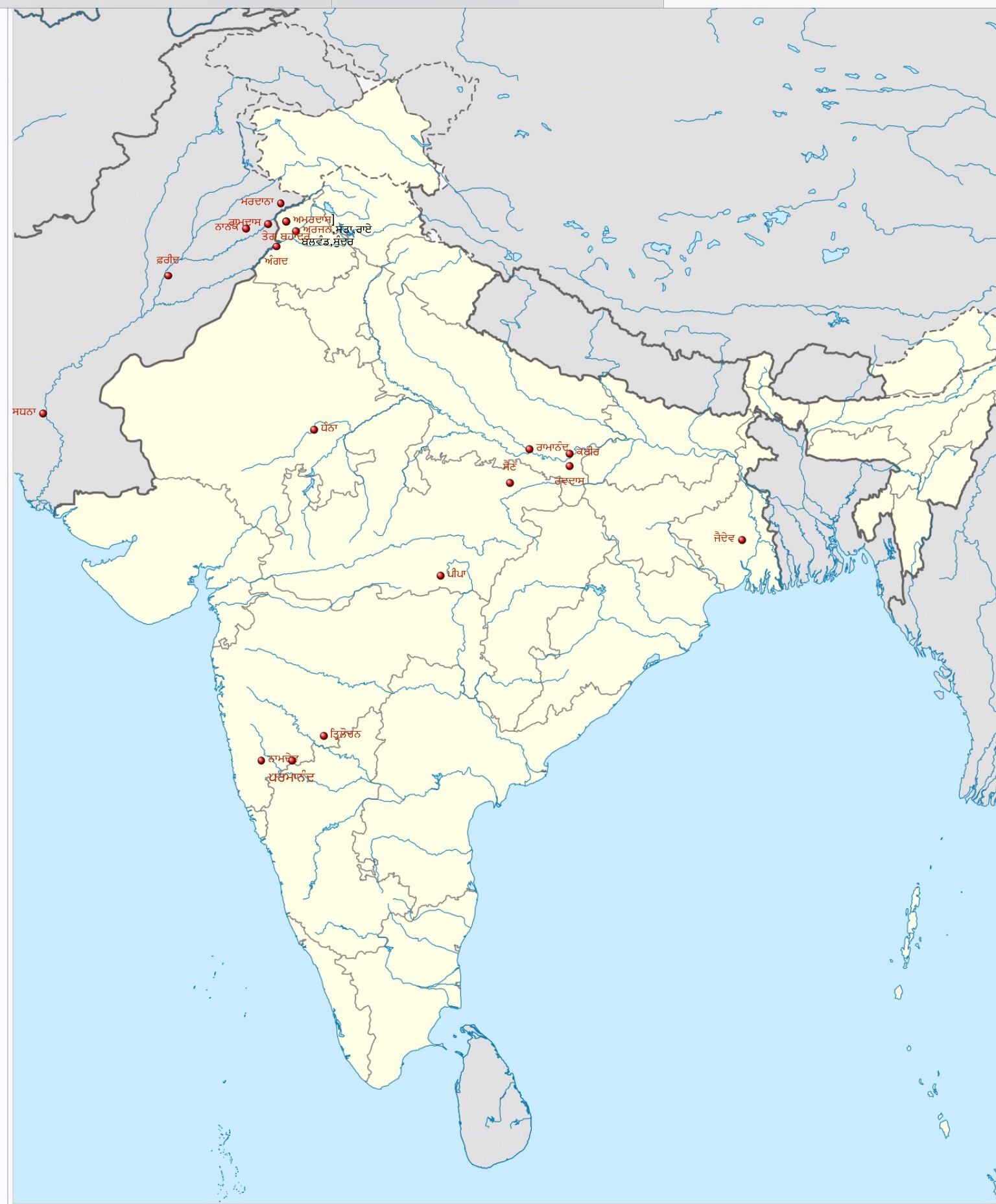
Mapa que mostra el lloc de naixement de diversos col·laboradors del Guru Granth Sahib